# 植村昭三
植村 昭三（うえむら しょうぞう、1946年7月29日 - ）は、日本の経産官僚、弁理士。世界知的所有権機関（WIPO）事務局次長、特許庁審査第四部長、東京大学先端科学技術研究センター客員教授を歴任。
1998年8月から、WIPOにおける初めての日本人事務局次長として、著作権をはじめとする知的財産権の規範作成や、エンフォースメントを担当した。

## 略歴
- 千葉県出身[1]
- 都立両国高校卒業
- 1969年3月 - 東京大学薬学部薬学科卒業
- 1969年4月 - 特許庁入庁
- 1973年4月 - 特許庁審査官
- 1977年 - ジョンズ・ホプキンス大学留学
- 1979年4月 - 在ジュネーブ日本政府代表部一等書記官
- 1991年7月 - 特許庁総務部国際課長
- 1996年1月 - 特許庁審査第四部長
- 1998年8月 - 世界知的所有権機関(WIPO)事務局次長
- 2004年1月 - 世界知的所有権機関(WIPO)事務局長特別顧問
- 2005年6月 - 東京大学先端科学技術研究センター客員教授
- 2007年3月 - 離任

## 著書等
- ワールドワイド知的財産権 激突から大調和へ （1994年5月26日 ダイヤモンド社） - 共著
- 国連機関でグローバルに生きる （2006年11月10日 現代人文社） - インタビューを収録